# Basketballnationalmannschaft der Cookinseln
Die Basketballnationalmannschaft der Cookinseln repräsentiert die Cookinseln bei internationalen Basketballwettbewerben.

## Geschichte
Die Nationalmannschaft der Cookinseln trat im Jahre 1985 der FIBA bei. Seitdem gelang keine Teilnahme an einem internationalen Großturnier. Das Team vertritt die Cookinseln regelmäßig bei den Pazifikspielen, wo das beste Ergebnis 2007 mit einem neunten Platz erzielt wurde. 1993 wurde man Zehnter und 1999 Zwölfter.

## Abschneiden bei internationalen Wettbewerben

### Weltmeisterschaften
- noch nie qualifiziert

### Olympische Spiele
- noch nie qualifiziert

### Ozeanienmeisterschaften
- noch nie qualifiziert